# Saint-Martin-de-Lansuscle
Saint-Martin-de-Lansuscle (fransk udtale: [sɛ̃ maʁtɛ̃ də lɑ̃syskl]; occitansk: Sent Martin de Lansuscla) er en kommune i departementet Lozère i det sydlige Frankrig.

## Natur og geografi
Områdete har et middelhavsklima, og afvandes af floden Gardon (eller Gard) og forskellige andre små floder. Det liggere i bjergkæden Cévennerne har byen en bemærkelsesværdig naturarv: tre Natura 2000-områder ("Tarn-, Tarnon- og Mimente-dalene", "Gardon de Mialet-dalen" og "Cévennerne") og tre naturområder der er økologiske, fauna- og flora interesseområder.
Saint-Martin-de-Lansuscle er en landkommune med 193 indbyggere i 2020, efter at have oplevet en højeste befolkning på 718 indbyggere i 1821. Dens indbyggere kaldes Lansusclais eller Lansusclaises.
Dens territorium, som delvist er integreret i kernezonen i nationalpark Cévennes, men for størstedelens vedkommende i dens perifere zone; Den er også beliggende i hjertet af de historiske Cévennes: alle de mest karakteristiske Cévennes-elementer kan findes der. Således er Saint-Martin-de-Lansuscle et område med protestantisk kultur, hvor Kamisardernes oprør fandt sted, hvor en af Gardoner-flodarmene flyder, hvor der blev dyrket kastanjetræer og der voksede silkeorme og Pélardons og vildsvin stadig produceres, og hvis huse har Lauzes tage og skifervægge.